# Punta Kurz
Punta Kurz – szczyt w Alpach Pennińskich, w masywie Bouquetins. Leży na granicy między Szwajcarią (kanton Valais) a Włochami (region Dolina Aosty). Nazwa szczyt zawdzięcza szwajcarskiemu wspinaczowi i prekursorowi narciarstwa Marcelelowi Kurzowi. Szczyt można zdobyć ze schronisk Rifugio Nacamuli al Col Collon (2818 m) po stronie włoskiej lub Refuge des Bouquetins (2980 m) i Cabane des Vignettes (3160 m) po stronie szwajcarskiej.